# Extreme Sports Channel
Extreme Sports Channel es un canal de televisión de deportes y estilo de vida, lanzado el 1 de mayo de 1999.  El canal cubre diversos deportes extremos y de aventura, entre los que se incluyen surf, skateboard, snowboarding, wakeboarding, motocross, BMX, FMX, música, arte y moda. 

## Historia
En septiembre de 1996, Alister Gosiling comenzó a acercarse a posibles inversores para respaldar la visión y el plan de una nueva marca y canal de televisión dedicada a los deportes extremos y de aventura.En abril de 1998, buscando nuevos canales para ofrecer a sus suscriptores, el director de operaciones de UPCtv, Stephen Cohen, que había oído hablar de la idea del canal se acercó a Benedict M Barrett en el mercado de programación MIP en Cannes, Francia, con una propuesta de una empresa conjunta entre las dos compañías. Bajo la dirección del director general y accionista de Extreme: Juanjo Márquez  las negociaciones llevaron a que el canal se lanzara en mayo de 1999 desde Ámsterdam, Holanda.
En 1999, Extreme comenzó a operar en Estados Unidos., lanzando EX TV, un bloque de programación en Fox Sports en marzo de 2012.
En 2009, después de lanzar el canal en más de sesenta países, Extreme International adquirió la plena propiedad de la marca  (enlace roto disponible en Internet Archive; véase el historial, la primera versión y la última). y vendió su participación accionaria en el negocio de televisión a Liberty Global Inc.
La misión de marca es inspirar, entretener, conectar y activar a través del deporte de acción, aventura y diversión,,proporcionando acceso exclusivo y auténtico al mundo de acción y deportes de aventura y apoya a más de 125 embajadores patrocinados y activa más de 80 eventos cada año.

## Cobertura
Extreme Sports Channel emite en más de 60 países en 12 lidiomas, y está disponible en cable y satélite, incluyendo UPC Direct en la República Checa, Cyfra+ y Cyfrowy Polsat en Polonia, HOT en Israel, Kabel Deutschland, Unitymedia y Telekom Entretener en Alemania y beIN en el Mundo árabe. La versión de Reino Unido del canal emitía en abierto desde su lanzamiento en 2001 hasta verano de 2006, tras un acuerdo con BSkyB.
Las emisiones de Extreme Sports Channel están gestionadas por Chellomedia en Ámsterdam.El 28 de septiembre de 2011 el canal empezó retransmitir en formato panorámico (16:9). El 1 de febrero de 2012 la versión en alta definición del canal empezó retransmitir en Italia.